# Google Shopping

Logo de Google Shopping

Google Shopping (anteriormente conocido como Froogle) es un sitio web que integra un motor de comparación de precios, inscrito para Google Inc.Su interfaz proporciona un formulario HTML en el que el usuario puede escribir el producto a consultar, y recibe una lista de los vendedores que lo ofrecen, así como la información de su precio. El nombre Froogle era un híbrido de la palabra frugal, que significa económico, y el nombre de la compañía, Google. Froogle se pronunciaba, por supuesto, de una manera similar a Google.
Cualquier compañía puede enviar información de un producto (mediante un feed de datos) y ser incluido en el motor de Google Product Search. Hay espacio para publicidad disponible para ser comprado y mostrado en Google Product Search como un anuncio AdWords, similar a los que aparecen en otros lugares de la red de Google. Por lo tanto, la publicidad aparece notablemente separada de la zona principal de resultados.
Las búsquedas pueden ser ordenadas por relevancia o por precio (tanto en orden ascendente como descendente). También se pueden buscar productos en determinadas tiendas en línea (asumiendo, por supuesto, que han proporcionado a Froogle los datos necesarios). Actualmente Google Product Search sólo está disponible para determinados países.
Antes de que Froogle fuese renombrado el 18 de abril de 2007 como Google Product Search, Google anunció oficialmente el lanzamiento del sitio en diciembre de 2003, después de que el sitio hubiera estado activo en forma "beta" durante unos meses. Ahora también es ofrecido mediante Wireless Markup Language (WML) y se puede acceder al mismo desde teléfonos móviles u otros dispositivos inalámbricos que tengan soporte para WML.